# Reminds Me of You
Reminds Me of You  è un singolo del rapper statunitense Juice Wrld e del rapper australiano The Kid Laroi, pubblicato l'8 dicembre 2020.

## Descrizione
Il brano contiene un campionamento di Reminds Me della cantante Kim Petras.

## Tracce
Testi e musiche di Jarad Higgins, Charlton Howard, Kim Petras, Aaron Joseph, Lukasz Gottwald, Sam Sumser, Sean Small e Theron Thomas.
1. Reminds Me of You – 2:38